# Jørn Stubberud
Jørn Stubberud (n. 13 aprilie 1968), mai bine cunoscut sub numele de scenă Necrobutcher, este basistul și unul dintre fondatorii formației norvegiene de black metal Mayhem. Este singurul membru original rămas în formație.

## Biografie
Necrobutcher și-a început cariera muzicală în 1984, la vârsta de 16 ani. Inspirați de formații ca Bathory, Venom sau Celtic Frost, el împreună cu Euronymous și Manheim au înființat Mayhem. În 1991, fiind foarte afectat de sinuciderea lui Dead, Necrobutcher părăsește formația. În 1995 revine ca membru permanent în Mayhem.
Necrobutcher nu a cântat la chitară bas pe Ordo Ad Chao, cu toate că în broșură el apare ca și basist. Cel care a cântat la chitară bas e de fapt Blasphemer.
În 2005, în cadrul filmului documentar Metal: A Headbanger's Journey, Necrobutcher și Blasphemer au acordat un interviu regizorului Sam Dunn. În urma acestui interviu Necrobutcher și-a câștigat foarte mulți simpatizanți, în ciuda faptului că se afla evident sub influența băuturilor alcoolice.
În 2011 Necrobutcher a fost exorcizat (în mod voluntar) de către evanghelistul american Bob Larson. Exorcismul a fost înregistrat și apoi televizat pe canalul public norvegian NRK.

## Discografie
cu Checker Patrol
- Metalion in the Park (Demo) (1986)

cu Mayhem
Informații suplimentare: Mayhem#Discografie
cu Kvikksølvguttene
- Krieg (Album de studio) (1997)
- Gamlem (EP) (1997)